# Graben, Liebenfels
Graben je naselje v Občini Liebenfels v Okraju Šentvid ob Glini na Koroškem v Avstriji.